# リリー・ラングトリー
エミリー・シャーロット・ラングトリ（Emilie Charlotte Langtry、旧姓;ル・ブルトン Le Breton　1853年10月13日- 1929年2月12日）ラングトリー「ジャージーリリー"The Jersey Lily"」の愛称リリー（LillieまたはLily）としても知られる、英国系アメリカ人ソーシャライト、女優、プロデューサー。
ジャージー島で生まれた彼女は、1876年に結婚してロンドンに引っ越した。 彼女の容姿と性格は、芸術家や社交界の名士からの関心、注目を集め、彼女は素晴らしい美しさと魅力を持ち合わせた女性として評価された。また、 1881年に、彼女は女優としてデビューしイギリスやアメリカでen:She Stoops to Conquer、en:The Lady of Lyons、 en:As You Like Itの舞台を演じ活躍した。最終的には彼女は自分の舞台製作会社を立ち上げた。彼女はまた、イギリスの国王エドワード7世を含む王族との恋愛でも知られている。

## 出生
ラングトリーは牧師の娘としてジャージー島のセント・セイヴァー教区（英語: St Saviour, Jersey）で生まれた。

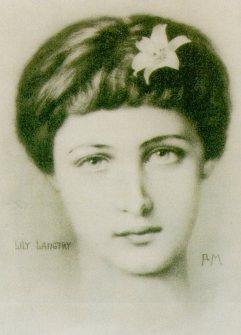
フランク・マイルズによるラングトリーの肖像

## ジャージーからロンドンへ
彼女はアイルランドの地主エドワード・ラングトリーと結婚し、ロンドンに移住した。

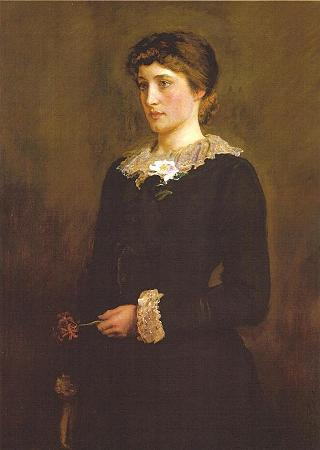
ジョン・エヴァレット・ミレーのジャージーリリー

## ロイヤル・ミストレス
ラングトリーは1877年ごろ時のイギリス皇太子バーティー(後のエドワード7世)の愛人となった。バーティーの妻アレクサンドラ妃もラングトリーが平民として身分をわきまえていたこともあり、決して嫉妬をせず、リリーを受け入れた。

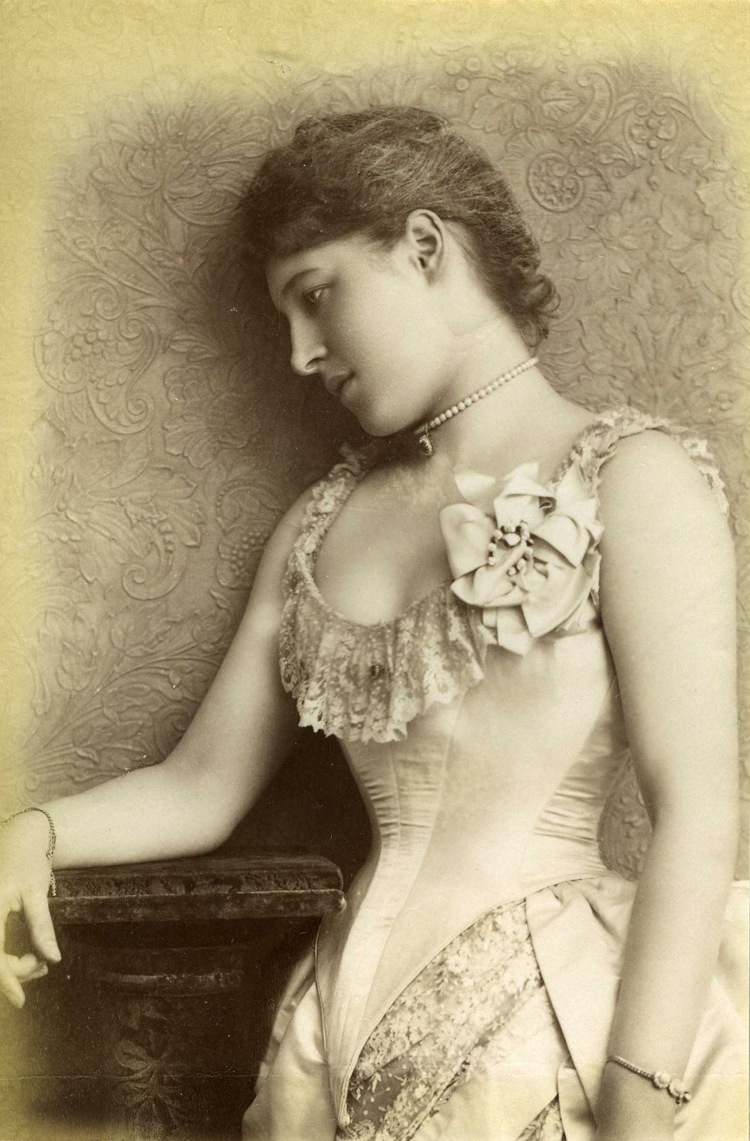
ウィリアムダウニーによる1885年8月の肖像画

### 娘

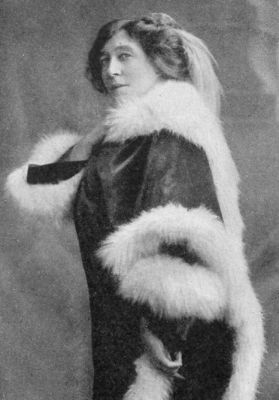
1915年頃のレディ・ド・バースとしてのラングトリー

## 演技のキャリアとマネージャー

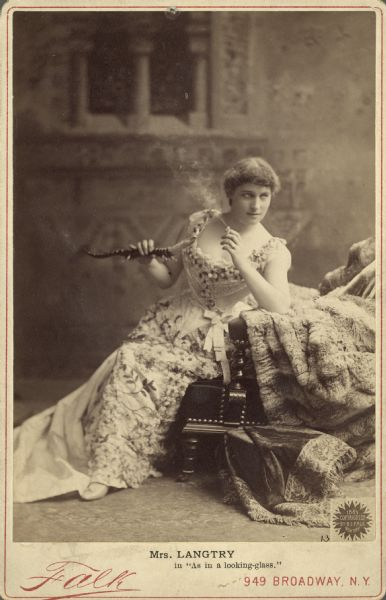
リリー・ラングトリーは、1887年の冒険のレナ・デスパードが「鏡のように」を演じているのが特徴

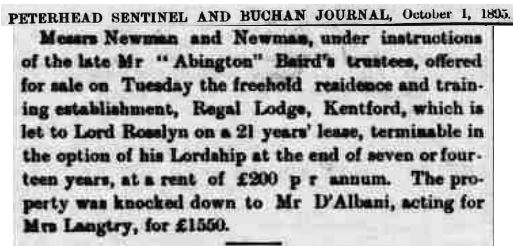
ラングトリーはベアードの不動産からリーガルロッジを購入

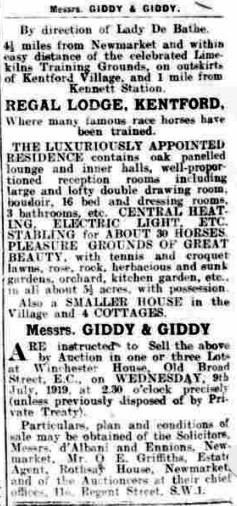
リーガルロッジ1919年の売却

## 晩年
ラングトリーは1929年2月12日夜明けにモナコで亡くなった。彼女はジャージーの救世主教会にある両親の墓に埋葬されるように頼んでいたが、吹雪のため、輸送が遅れた。彼女の遺体は2月22日に汽船サン・ブリューに乗ってサンマロからジャージーに運ばれた。彼女の棺は花に囲まれた一晩聖救世主にあり、彼女は2月23日の午後に埋葬された。

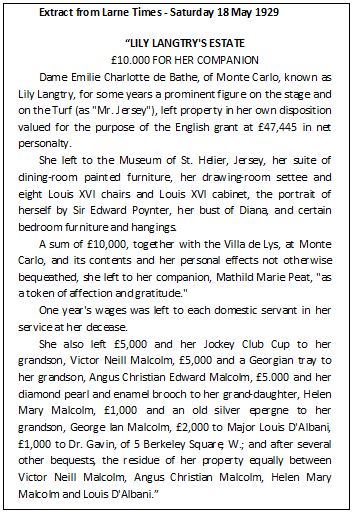
リリーラングトリーエステート、ラーンタイムズ、1929年5月18日

## 文化的影響と描写
アーサー・コナン・ドイルのシャーロック・ホームズシリーズの「ボヘミアの醜聞」に登場するアイリーン・アドラーのモデルであるという説もある 。

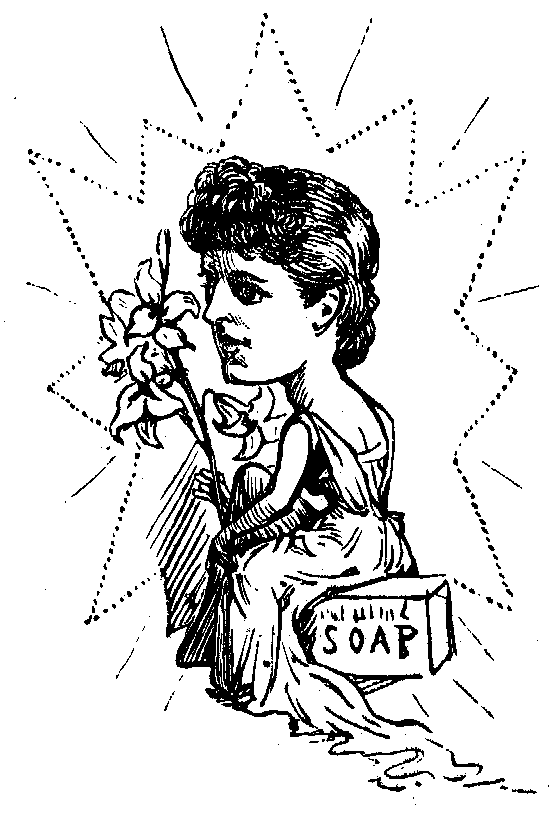
ラングトリーの似顔絵、パンチ、1890年クリスマス：彼女が石鹸箱に座っている 化粧品と石鹸　彼女を反映

## 参考文献

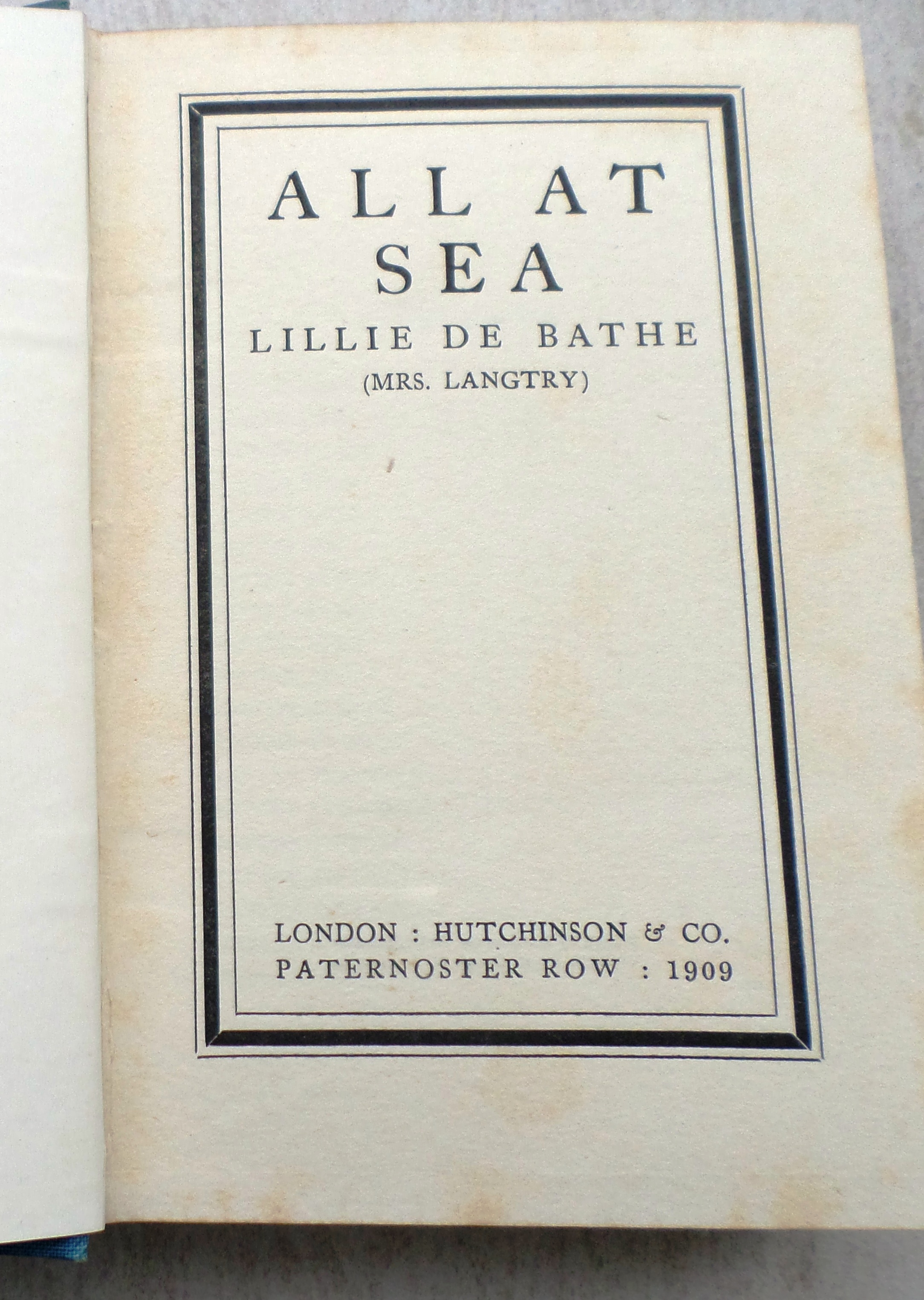
『すべて海で』、ラングトリーの唯一の小説